# 美国矿工联合会诉吉布斯案
美国矿工联合会诉吉布斯案（383 US 715（1966））是美国最高法院审理的案件：美国联邦地区法院要对基于州法的诉讼行使管辖权，州和联邦诉讼必须源自相同的“共同诉讼核心事实”（common nucleus of operative fact），且原告必须将所有诉讼请求一起提交审理。 该案是在现行补充管辖权（supplemental jurisdiction）法规（28 USC § 1367）颁行之前判决的，该案与Owen Equipment & Erection Co. v. Kroger, 437 U.S. 365 (1978)一案一起构成了1990年出台的补充管辖权制定法的基础。 

## 事实和程序历史
该案起因于田纳西州马里昂县两个工会之间因煤矿工人代表权问题而产生的纠纷。原告保罗·吉布斯是一名卡车司机和煤矿工人，他被田纳西联合煤炭公司的全资子公司格兰迪公司聘用，担任格雷溪附近煤矿的矿长，负责安排将煤炭运往最近的火车站。该矿井原本属于美国矿工联合会(UMW) 地方分会 5881 的管辖范围，该分会的成员之前曾在田纳西联合公司工作。吉布斯原本计划使用竞争对手南方劳工联盟的成员来开采该矿。
矿场计划开采的消息传到了美国矿工联合会成员的耳中，1960年8月15日和16日，一群来自当地 5881号工会的武装矿工抵达现场，阻止矿场开采。他们威胁吉布斯，并殴打南方劳工联盟代表。事件发生时，UMW 现场代表乔治吉尔伯特正在肯塔基州米德尔斯堡出差，并在外出期间得知了暴力事件。吉尔伯特返回现场，建立了一条纠察线，持续了九个月。现场没有再发生暴力事件，也没有任何一方试图开采矿井。
吉布斯失去了矿场主管的工作，因此无法履行他的运输合同。他还失去了该州其他一些矿山租约和卡车运输合同。他认为他的损失是工会针对他的阴谋的一部分，因此在美国田纳西州东区地方法院起诉了美国矿工联合会（但不是具体的当地工会或其成员）。吉布斯在起诉状中指控UMW参与了违反《劳动管理关系法》第303条的间接的联合抵制（以经济损失或者身体伤害为威胁，迫使某人的顾客或供应商解除或减少与该人的商业关系，从而对该人进行抵制），以及 UMW对其雇佣关系进行侵权干涉以及违反田纳西州普通法的民事共谋（两人或两人以上采取一致行动，以谋求达到非法目的或者以非法手段达到合法目的的行为）。
地区法院法官拒绝向陪审团提交旨在迫使格伦迪以外的矿业公司停止与吉布斯做生意的压力指控，认为这些指控没有证据支持。陪审团的裁决是，UMW违反了第303条和州法律。吉布斯根据雇佣合同获得了60,000美元的损害赔偿，根据运输合同获得了14,500美元的损害赔偿；他还获得了100,000美元的惩罚性赔偿。经动议，审判法院以损失未经证实为由，撤销了有关运输合同的损害赔偿裁决。法院还裁定，工会向格伦迪施压，要求其解雇吉布斯的主管职务，这仅构成与格伦迪作为吉布斯雇主之间的主要争议，因此不能作为第303条项下的索赔进行认定。然而，干扰雇佣关系可视为州法律索赔，并且对该索赔的减免裁决得以维持。美国第六巡回上诉法院维持了地区法院的判决。

## 判决

### 多数意见
布伦南大法官首先裁定吉布斯依据州法律提出的诉讼请求并未受到联邦法律的联邦优先权，然后他转向讨论本案的核心问题：地方法院在对州法律和联邦法律诉讼请求行使管辖权时是否采取了适当的行动。他写道， 《联邦民事诉讼规则》鼓励尽可能广泛地合并诉、当事人和补救措施，遵守司法经济和对当事人公平的原则。然而，他指出，尽管根据宪法第三条第二款，只要涉及联邦问题，未决管辖权就可以存在，但它属于地区法院的自由裁量权，而不是原告的权利问题。在这里，布伦南建立了未决管辖权的检验标准，即所谓的“有效事实的共同核心”：所有诉讼请求必须源自同一情况，因此原告通常会期望在一次司法程序中对所有诉讼请求进行审理。
布伦南列举了一些不适用于未决管辖权的情况。如果原告的联邦法律诉讼请求在审判前被驳回，则州法律诉讼请求也应被驳回；同样，如果州法律诉讼请求在原告的诉状中占主导地位，地区法院可以驳回州法律诉讼请求，但不影响州法院的审理。此外，布伦南解释说，在某些情况下，陪审团在处理不同的法律救济理论时可能会产生混淆，这可能有利于对州和联邦索赔进行单独审判。布伦南的结论是，即使陪审团对原告的联邦诉讼做出了不利于原告的裁决，但优先权问题为在该案中行使未决管辖权提供了特别充分的理由。
布伦南还认为，地方法院在共谋罪名上对陪审团的指示不当，因为原告要求的损害赔偿必须由暴力或暴力威胁直接造成，而原告并未提供“明确证据”证明 UMW 管理层赞同使用暴力作为解决争端的手段（根据《诺里斯-拉瓜迪亚法案》的要求）。

### 同意意见
哈伦法官写了一份简短的同意书，其中他同意布伦南对未决管辖权的讨论，但不同意他对《诺里斯—拉瓜迪亚法案》规定的索赔所需的证明标准的解读。